# 库亚巴主教座堂
圣主耶稣圣殿总主教座堂 (英语：Cathedral Basilica of the Good Lord Jesus)又名库亚巴主教座堂（Cuiabá Cathedral）是天主教库亚巴总教区的主教座堂，还是一座宗座圣殿，位于巴西马托格罗索州首府库亚巴。
该堂建于1722年，1739-1740年重建。1826年7月15日成立库亚巴教区。1910年4月5日升为库亚巴总教区。1968年9月25日拆除旧堂，1973年5月24日建成新堂。1974年11月15日升为宗座圣殿。

## 参考

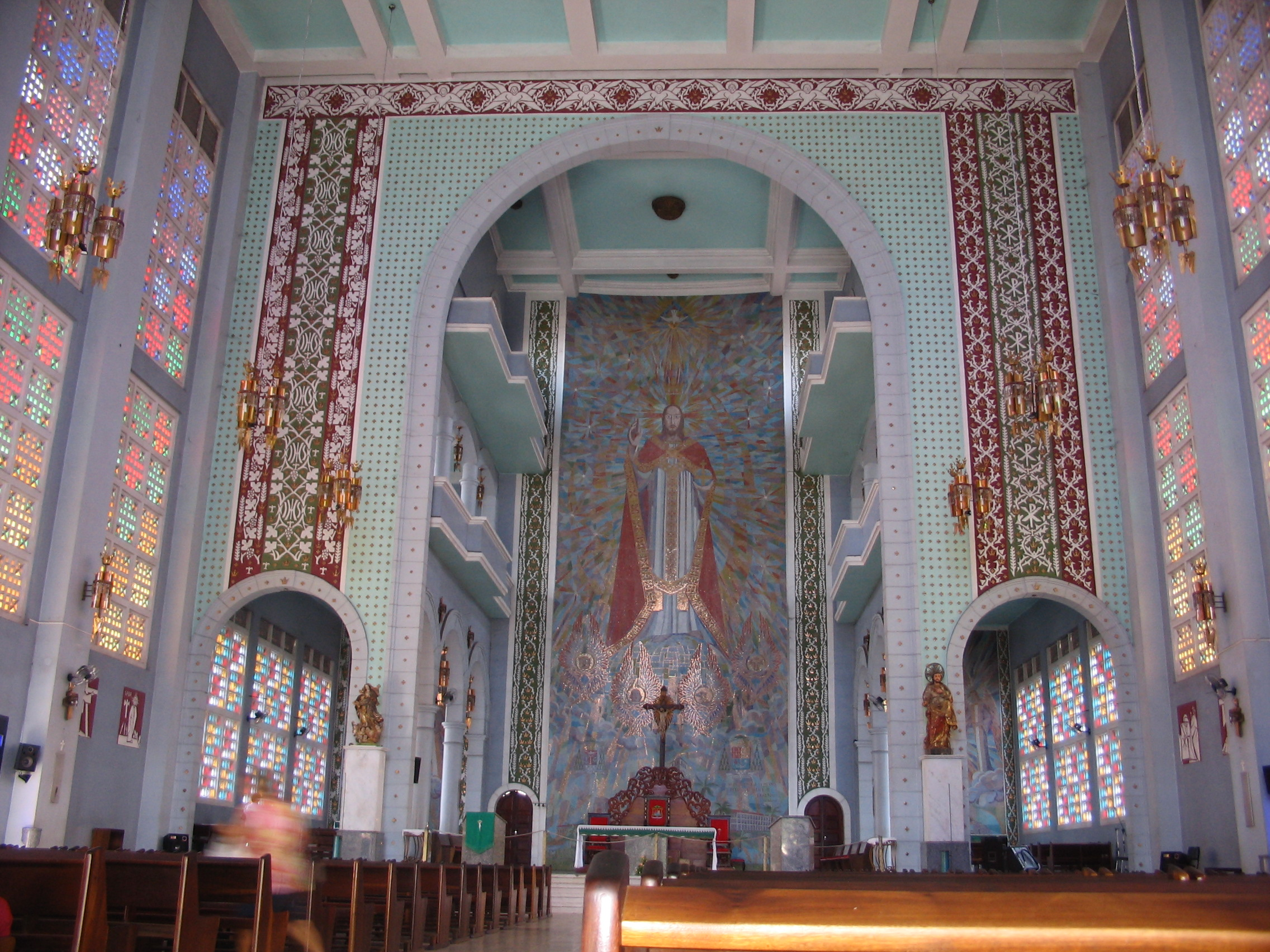
内景

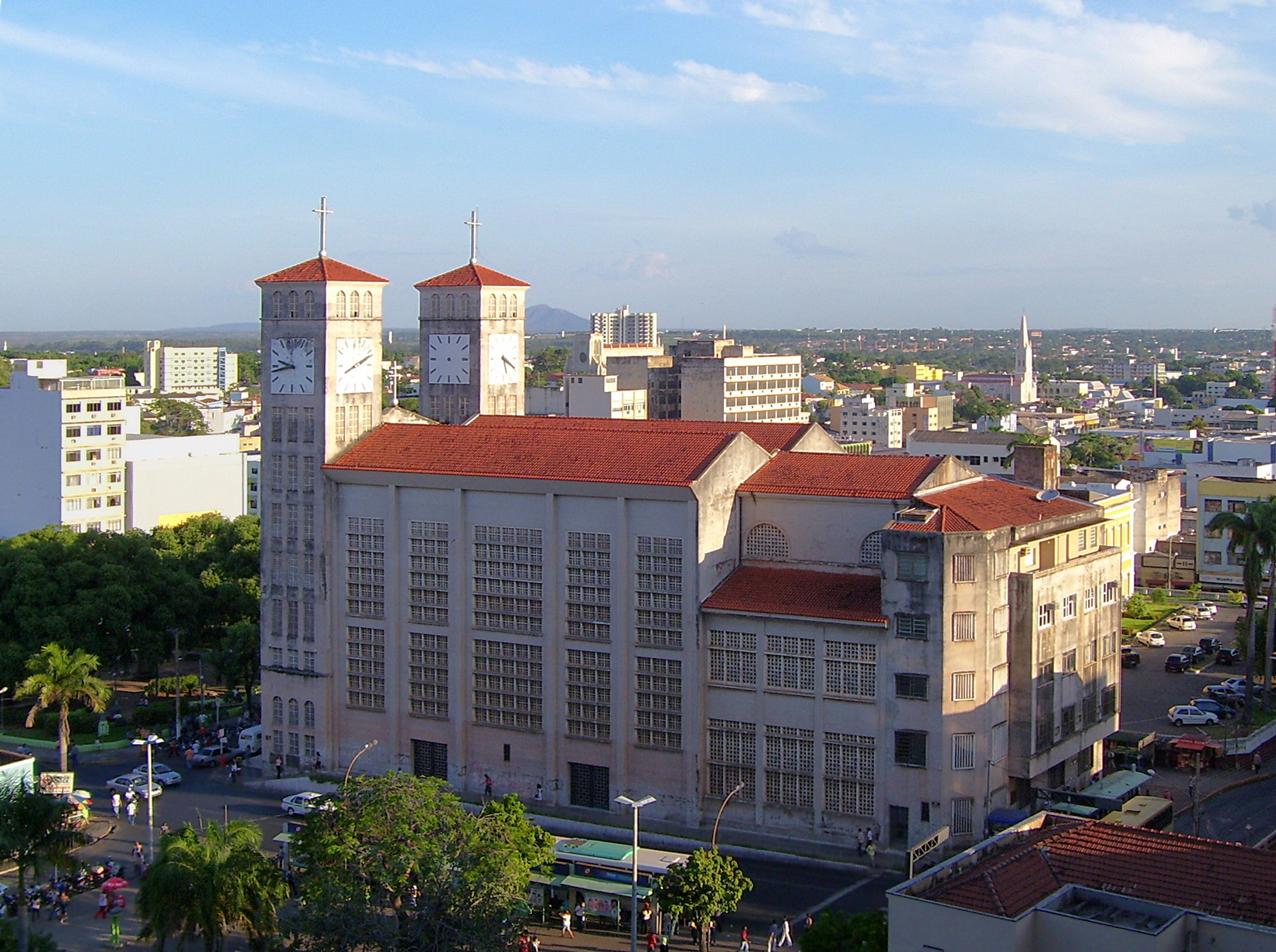